# Mariage homosexuel en Thaïlande

Mariage homosexuel reconnu
Mariage homosexuel conclu à l’étranger reconnu
Mariage homosexuel non reconnu
Activité homosexuelle licite, mais liberté d’expression restreinte
Activité homosexuelle illégale (non appliqué)
Activité homosexuelle illégale (délit)
Activité homosexuelle illégale (prison à vie)
Activité homosexuelle illégale (peine de mort)

Le mariage homosexuel en Thaïlande est légal à partir du 22 janvier 2025, ce qui en fait le premier pays d'Asie du Sud-Est à légaliser ces mariages.

## Prémisses
En 2018, un sous-comité du ministère thaïlandais de la Justice rédige un projet de loi qui permettrait de légaliser une union entre personnes de même sexe dans le cadre d'un « partenariat civil ». Cette tentative de légalisation n'est pas la première : toutes les tentatives précédentes ont échoué et le dernier essai a été interrompu par le coup d’État militaire de 2014. Ainsi, en 2018, les militants sont sceptiques sur les chances de succès, et ils craignent également que la loi proposée ne réponde pas aux attentes de la communauté LGBT, n'accordant pas aux couples de même sexe une protection légale identique à celle des couples hétérosexuels. Finalement, le projet est repoussé en raison des élections.
En juin 2022, pour la première fois depuis 16 années, a lieu une manifestation en faveur des personnes LGBTQ + : des milliers de militants défilent dans la capitale, et réclament notamment le droit au mariage homosexuel. Le Parlement thaïlandais approuve alors que soient examinées en première lecture plusieurs lois permettant le mariage entre personnes de même sexe,. Libération indique qu'il s'agit déjà d'une « avancée notable », car le « royaume, à majorité bouddhiste, reste très conservateur », et la communauté LGBTQ +, même si elle est très visible en Thaïlande, est « toujours victime de fortes discriminations ».

## Parcours législatif
En août 2023, Srettha Thavisin est élu comme premier ministre à l'issue des élections législatives thaïlandaises de 2023, ce qui fait de lui le premier civil à entrer au gouvernement depuis le coup d'état militaire de 2014. Son arrivée au pouvoir, contribue à accélérer le processus législatif, « habituellement tortueux en Thaïlande ».
Le 27 mars 2024, les 500 membres de la Chambre des représentants votent en faveur du mariage homosexuel par 400 voix pour et 10 contre. La loi doit ensuite passer devant le Sénat.
Les sénateurs votent le 18 juin 2024. La loi est adoptée presque à l’unanimité des membres présents. Sur 250 sénateurs, 152 sont présents, dont 130 votent en faveur du texte, quatre s’y opposent, et 18 s'abstiennent.
La loi ainsi adoptée par les deux Chambres est présentée au roi Maha Vajiralongkorn, qui la promulgue le 24 septembre. Publiée le même jour dans la gazette royale, la loi entre en vigueur 120 jours plus tard, soit le 22 janvier 2025,,. Des associations en faveurs des homosexuels projettent alors d'organiser le mariage simultané d'un millier de couple le jour même afin de fêter l'évènement. Au 2 décembre 2024, un total de 164 couples enregistrent ainsi leur demande de mariage pour cette date.
La Thaïlande devient ainsi le premier pays d’Asie du Sud-Est à adopter le mariage homosexuel.
La nouvelle législation remplace les références aux « hommes », « femmes », « maris » et « épouses » par des termes non genrés : « individus » et « partenaires de mariage ». En ce qui concerne l’adoption ou l'héritage, elle doit également donner aux couples homosexuels les mêmes droits qu’aux couples hétérosexuels.

## Effets
La nouvelle loi prend effet le 22 janvier 2025. Elle donne offre plusieurs protections et avantages. D’abord, l'époux(se) devient la première personne consultée pour les décisions médicales et les visites à l’hôpital, ce qui assure un soutien immédiat en cas de besoin. Sur le plan patrimonial, si l’un des époux décède sans laisser de testament, l’autre hérite automatiquement, mais il reste préférable de rédiger un testament local pour éviter toute confusion. Les biens acquis pendant le mariage sont soumis aux mêmes règles que prévues par le Code civil et commercial ; un accord prénuptial peut toutefois aider à garder certains actifs séparés, si souhaité par le couple. Côté immigration, un conjoint étranger peut enfin obtenir un visa de dépendant et un permis de travail en lien avec le statut du conjoint thaïlandais, ce qui facilite sa vie professionnelle. Enfin, sur le plan fiscal, les autorités thaïlandaises alignent progressivement les avantages et les déductions personnelles pour les couples mariés, afin d’assurer un traitement équitable.

## Réactions
Unyawaj Kamolwongwat, député du parti pro-démocratie Move Forward, déclare que « c'est une victoire pour le peuple ». L'activiste Plaifah Kyoka Shodladd, qui a pris part aux travaux de rédaction de la loi, affirme qu'« aujourd'hui, l'amour a gagné sur les préjugés ».
Des festivités sont organisées au Palais du Gouvernement et dans différents endroits de Bangkok,.